# Barsac cinerascens
Barsac cinerascens är en insektsart som beskrevs av Fletcher 1988. Barsac cinerascens ingår i släktet Barsac och familjen Flatidae. Inga underarter finns listade i Catalogue of Life.